# ایسنوف‌قشلاق
ایسنوف‌قشلاق یا ایسناب‌قشلاق (به لاتین: İsnovqışlaq) یک منطقه مسکونی در جمهوری آذربایجان است که در شهرستان قوبا واقع شده‌است. ایسنوف‌قشلاق ۸۷۱ نفر جمعیت دارد.